# アダム・マシンガー
アダム・マシンガー （Adam Massinger、1888年9月6日 - 1914年10月21日）は 、ドイツの天文学者。

## 生涯
フォイデンハイムで宿屋の息子として生まれる。1908年にマンハイムの改革学校（Realgymnasium）を卒業した後、彼はハイデルベルクで数学と自然科学を学び、その後天文学に転向した。1910年秋から、マシンガーはケーニッヒシュトゥール天文台で助手を務めた。 
マシンガーは1911年3月22日に最初の小惑星を発見し、仮符号として「1911 LP」が与えられた。しかし悪天候のために、小惑星の軌道を決定するための追加の観測を行うことができなかった。
1912年の秋に、上級教師となるための試験のために天文台を去った。試験に合格し、1913年4月に彼は天文台に助手として戻った。
彼はニュージェネラルカタログ掲載の星雲を銀河座標に合わせて配置し、分布に規則性があるかどうかも研究していた。この目的のために、彼は4400枚以上の星雲の画像を調べた。1914年4月まで助手を務めた。
第一次世界大戦の初めに志願兵として出征し、同時に、マンハイム・オーバーレアルシュールで教職の試用期間を修了した。1914年10月21日にイーペル近郊で倒れた（第一次イーペル会戦）。享年26。

## 命名
フランツ・カイザーによって発見された小惑星760番が、マシンガーにちなんでマシンガーと命名された。

## 発見した小惑星
生涯に7個の小惑星を発見している。
- (727) ニッポニア (小惑星)
- (731) ソルガ (小惑星)
- (732) チラキ (小惑星)
- (770) バリ (小惑星)
- (772) タネテ (小惑星)
- (776) ベルベリキア (小惑星)
- (785) ツヴェタナ (小惑星)

## 関連情報
- Veröffentlichungen von A. Massinger 天体物理データシステム